# Mali Botinovac
Mali Botinovac falu Horvátországban Kapronca-Kőrös megyében. Közigazgatásilag Sokolovachoz tartozik.

## Fekvése
Kaproncától 14 km-re délnyugatra, községközpontjától 4 km-re északnyugatra a Kemléki-hegység keleti lejtőin fekszik.

## Története
Lakosságát 1948-ban számlálták meg először, ekkor 52-en lakták. 2001-ben a falunak 26 lakosa volt.

## Külső hivatkozások
Sokolovac község hivatalos oldala